# Pimsleurjeva metoda učenja jezikov
Pimsleurjeva metoda učenja jezikov (Pimsleur Method) je metoda učenja tujih jezikov s poslušanjem avdio (MP3) posnetkov. Pimsleurjeva metoda se osredotoči na najbolj pogoste uporabljane besede, ki v normalnem pogovoru obsegajo okrog 80% vseh uporabljenih besed po frekvenci. Zaenkrat je na voljo v angleškem jeziku, obstaja sicer veliko podobnih metod, nekatere tudi v slovenskem jeziku. Pimsleurjeva metoda je primarno namenjena začetnikom. S Pimsleurjevo metodo se da naučiti vse glavne jezike sveta na začetniški do srednji nivo.
Učitelj najprej pove besedo v angleščini, potem sledi kratek premor za razmislek in potem prevod v tujem jeziku. Besede in fraze se po nekaj minutah ponovijo, tako mora poslušatelj vaditi spomin oziroma se ponovni spomni, če je vmes pozabil.
Vsaka lekcija je dolga okrog 30 minut, vsak nivo (level) ima 30 lekcij. Za glavne jezike so na voljo trije nivoju, nekateri jeziki imajo samo 1 nivo.